# Шануч
Шануч — река на полуострове Камчатка. Протекает по территории Быстринского района Камчатского края России.
Длина реки 32 км.
Берёт начало у южного подножия горы Лютая (1485 м.), впадает в Ичу справа на расстоянии 138 км от её устья.
Гидроним вероятно имеет ительменское происхождение, его точное значение не установлено.
В бассейне реки ведётся разработка одноимённого медно-никелевого месторождения.
По данным государственного водного реестра России относится к Анадыро-Колымскому бассейновому округу.
- Код водного объекта 19080000212120000030300

Притоки:
- Алестар